# Ейми Хармън
Ейми Хармън (на английски: Amy Harmon) е американска певица, текстописка и писателка, авторка на произведения в жанровете романтичен трилър, фентъзи, съвременен и паранормален любовен роман и исторически любовен роман.

## Биография и творчество
Родена е в Леван, Юта, САЩ, в семейство на учители. Има пет братя и сестри. Живеят в Алабама извън град и тя израства без телевизия. От малка е запалена читателка, а от тийнейджърска възраст опитва сама да пише поезия, текстове за песни и разкази. След завършване на гимназията следва „Английска филология“.
След дипломирането си работи като мотивационен говорител, като текстописец и като певица в хора „Saints Unified Voices“ воден от Гладис Найт в Лас Вегас в продължение на седем години. През през 2007 г. издава самостоятелен госпъл блус албум озаглавен „Какво знам“.
В периода юли 2007-май 2010 г. работи като учителка по английски език в малко частно училище към Академията за американска памет в Лас Вегас. След раждането на четвъртото си дете се връща към мечтата си да пише.
Първият ѝ роман „Музиката на сърцето“ е издаден през 2012 г. Тринайсетгодишната Джоузи Дженсън и осемнайсетгодишния Самюъл Йейтс, индианец от племето навахо, стават приятели в училище привлечени от любовта си към книгите. След години раздяла те се срещат отново и той ѝ помага да превъзмогне миналото и да продължи напред. Романът става бестселър в списъка на „USA Today“ и я прави известна.
През 2012 г. излиза и романът ѝ „Slow Dance in Purgatory“ (Бавен танц в Чистилището) от поредицата „Чистилище“, който също става бестселър.
През 2013 г. романът ѝ „Making Faces“ (Правене на лица) става събитие в блогосферата. Бестселъри стават и романите ѝ „The Law of Moses“ (Законът на Мойсей), „Infinity + One“ (Безкрайност + едно) и „„A Different Blue” (Различно синьо). Романът ѝ „The Bird and the Sword“ (Птицата и мечът) е избран за най-добра книга в сайта „Goodreads“ за 2016 г.
Книгите ѝ са издадени в над 20 страни по света.
Ейми Хармън живее със семейството си в Мейпълтън, Юта.

## Произведения

### Самостоятелни романи
- Running Barefoot (2012)
Музиката на сърцето, изд.: ИК „Ибис“, София (2019), прев. Боряна Даракчиева
- A Different Blue (2013)
- Making Faces (2013)
- Infinity + One (2014)
- From Sand and Ash (2016)
- The Smallest Part (2018)
- What the Wind Knows (2019)
- The First Girl Child (2019)
- Where the Lost Wander (2020)
- The Songbook of Benny Lament (2021)

### Серия „Чистилище“ (Purgatory)
1. Slow Dance in Purgatory (2012)
2. Prom Night in Purgatory (2012)

### Серия „Законът на Мойсей“ (Law of Moses)
1. The Law of Moses (2014)
2. The Song of David (2015)

### Серия „Хрониките на птицата и мечът“ (Bird and the Sword Chronicles)
1. The Bird and the Sword (2016)
2. The Queen and the Cure (2017)